# Платон Кречет
«Платон Кречет» (укр. Платон Кречет) — лирическая драма в трёх действиях, пяти картинах украинского советского драматурга А. Е. Корнейчука.
Произведение было написано в 1934 году на украинском языке. Премьера состоялась 20 декабря 1934 г. в Киевском драматическом театре им. Ивана Франко в постановке режиссёра К. Кошевского.

## Действующие лица
- Платон Иванович Кречет — хирург.
- Лида — инженер, архитектор.
- Павел Семёнович Берест — председатель исполкома.
- Аркадий Павлович — заведующий больницей.
- Терентий Осипович Бублик — терапевт.
- Стёпа — окулист.
- Валя — ассистентка.
- Мария Тарасовна Кречет — мать Платона
- Христина Архиповна — санитарка.
- Майя — дочь Береста.
- Бочкарёва — заведующая горздравотделом.
- Вася — шофер.
- Секретарь обкома
- Оля — медсестра.
- Женщина-врач.

## Сюжет
Действие спектакля происходит в середине 1930-х годов. Талантливый хирург Платон Кречет работает в больнице № 1, спасает людей и думает о том, как продлить человеку жизнь. Судя по тому, что он говорит о преждевременной старости — усталости сердца, и проводит какие-то эксперименты, Платон Кречет пытается подойти к проблемам «сердечной хирургии».
В пьесе поднимаются вопросы, интересовавшие Корнейчука с первых шагов его творческой деятельности: место и роль интеллигенции в созидательном труде народа, формированию нового типа советского интеллигента. «Платон Кречет» — пьеса-песня, произведение о человеческих чувствах, о красоте любви, дружбе, о неповторимости личного счастья. Идейное содержание пьесы определяют глубоко социальные мотивы — столкновение противоположных взглядов относительно места гражданина в обществе, относительно цены работы.
Главный герой произведения Платон Кречет мечтает о продолжении человеческих жизней. В разговоре с председателем исполкома Берестом Платон Кречет без патетики, спокойно и весомо, как что-то хорошо обдуманное, говорит: «У человечества украдено солнце на миллионы лет. Мы возвращаем его. Недалек тот день, когда мы уничтожим преждевременную старость навсегда». Сквозь пьесу как мажорный лейтмотив проходит образ солнца. Пафос новой жизни и высокая мораль человека в пьесе неотделимы, как неотделимы для Платона Кречета личное и гражданское, счастье и обязанность. Платон — человек творческой работы, неутомимый новатор. Он разрабатывает новые методы лечения, рискуя, проводит разные эксперименты, чтобы только продолжить человеческую жизнь. В отличие от заведующего больницей Аркадия, у Платона высоко развито чувство общественного долга.

## Театральные постановки
- 1934 — Киевский драматический театр им. Ивана Франко
- 1934 — Ленинградский театр им. Пушкина
- 1934 — Харьковский театр им. Шевченко
- 1935 — Кировский краевой драматический театр.
- 1963 — МХАТ
- 1972 — Московский драматический театр на Малой Бронной
- Казанский русский театр,
- Куйбышевский театр,
- Театр Ленсовета и др.

## Награды
- Сталинская премия, 1941.